# Voivodato di Stettino

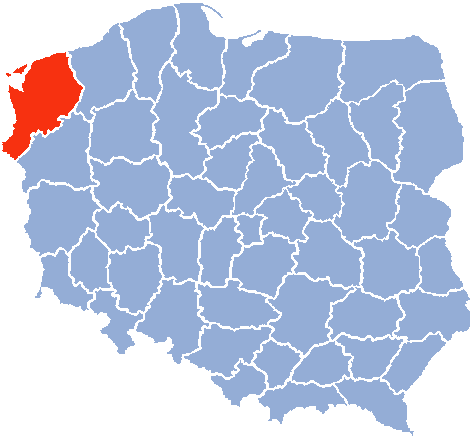
Voivodato di Stettino 1975 - 1998

Il voivodato di Stettino fu un'unità di divisione amministrativa e governo locale che esistette in forma diversa in diversi periodi della storia della Polonia.

## 1945 - 1950
In questo periodo, il  voivodato di Stettino fu creato dopo la seconda guerra mondiale dalla provincia prussiana-tedesca della Pomerania, che fu assegnata alla Polonia. Nel 1950 fu diviso in due: il voivodato di Stettino e il voivodato di Koszalin.
Città capitale: Stettino

### Città e distretti nel 1946-1950
- Stettino, miasto Szczecin
- Słupsk, miasto Słupsk
- Białogard, powiat białogardzki
- Bytów, powiat bytowski
- Chojna, powiat chojeński
- Choszczno, powiat choszczeński
- Człuchow, powiat człuchowski
- Drawsko Pomorskie, powiat drawski
- Gryfice, powiat gryficki
- Gryfino, powiat gryfiński
- Kamień Pomorski, powiat kamieński
- Kołobrzeg, powiat kołobrzeski
- Koszalin, powiat koszaliński
- Łobez, powiat łobeski,
- Miastko, powiat miastecki,
- Myślibórz, powiat myśliborski,
- Nowogard, powiat nowogardzki,
- Pyrzyce, powiat pyrzycki,
- Sławno, powiat sławieński,
- Stargard, powiat stargardzki,
- Szczecinek, powiat szczecinecki,
- Wałcz, powiat wełecki,
- Wolin, powiat woliński,
- Złotów, powiat złotowski,

Nuove contee stabilite nel periodo:
- Koszalin, miasto Koszalin

## 1950 - 1975
Il  voivodato di Stettino fu reistituito nel 1950 dopo aver diviso il precedente voivodato (che portava lo stesso nome) in due parti, delle quali una conservò il nome. Questo voivodato fu abolito nel 1975 e fu ulteriormente diviso in voivodato di Stettino e voivodato di Gorzów Wielkopolski.
Capitale: Stettino

### Lista di città e distretti nel periodo 1950-1975
- Stettino, miasto Szczecin
- Chojna, powiat chojeński,
- Choszczno, powiat choszczeński,
- Gryfice, powiat gryficki,
- Gryfino, powiat gryfiński,
- Kamień Pomorski, powiat kamieński,
- Łobez, powiat łobeski,
- Myślibórz, powiat myśliborski,
- Nowogard, powiat nowogardzki,
- Pyrzyce, powiat pyrzycki,
- Stargard, powiat stargardzki,
- Wolin, powiat woliński,

Nuove contee stabilite nel 1950-1975:
- Goleniów, powiat goleniowski
- Świdwin, prima parte dei distretti di Nowogard e Kamień

## 1975 - 1998
Il  voivodato di Stettino esistette come unità di divisione amministrativa e governo locale della Polonia anche dal 1975 al 1998, e fu nel 1999 definitivamente soppiantato dal voivodato della Pomerania Occidentale.
Dati (1º gennaio 1992):
- Area: 10.000 kn²
- Popolazione: 972.100 abitanti
- Densità di popolazione: 97 abitanti/km²
- Divisione amministrativa: 51 comuni
- Città: 31
- Capitale: Stettino

### Principali città (popolazione nel 1995)
- Stettino (419.300);
- Stargard Szczeciński (73.000);
- Świnoujście (43.200);
- Police (34.500);
- Goleniów (22.200);
- Gryfino (22.100);
- Gryfice (15.200);
- Pyrzyce (11.600);
- Nowogard (11.300).